# Рикман, Джон
Джон Рикман (John Rickman, 10 апреля 1891 – 1 июля 1951) – британский психоаналитик, президент Британского психоаналитического общества в 1947–1950 гг. Редактор Британского журнала медицинской психологии в 1935–1949 гг.
Джон Рикман был единственным ребенком в старинной квакерской семье. Всю жизнь был активным членом квакерского сообщества. Его отец, управляющий магазином скобяных изделий в Доркинге (графство Суррей), умер от туберкулеза, когда Джону было два года. Его мать больше никогда не вступала в брак, и в основном мужское влияние на него в детстве оказали его дедушки. Дед по материнской линии часто был недобр к нему, о чем Джон вспоминал много лет спустя в разговоре с Шандором Ференци. Учился в квакерской школе Лейтон Парк, близ Рединга, вместе с двумя другими будущими выдающимися членами Британского психоаналитического общества Хелтоном Годвином Бэйнсом и Лайонелом Пенроузом. Затем Рикман изучал естественные науки в кембриджском  Королевском колледже и медицину в больнице Святого Фомы в Лондоне.

## Первая мировая война
Когда началась Первая мировая война, Джон был студентом. После введения в Британии всеобщей воинской обязанности, он стал  сознательным отказчиком от военной службы по убеждениям совести. В 1916 году Рикман вступил в квакерскую Службу помощи жертвам войны и отправился в российскую  Самарскую губернию, где в тот момент царила нищета, а люди испытывали лишения. Там во время эпидемии брюшного тифа он учил крестьянок ухаживать за больными и проводил антропологические наблюдения суровых реалий деревенской жизни. В 1917 году Рикман познакомился с американской социальной работницей Лидией Купер Льюис, которая только что присоединилась к Службе помощи. Джон и Лидия поженились в городе Бузулук 20 марта 1918 года, а затем пустились в драматическое и опасное бегство от ужасов гражданской войны по российским просторам. После трех месяцев медленного, изнуряющего пути по сибирским просторам они прибыли во Владивосток. В дороге их часто останавливали и обыскивали различные отряды противоборствующих сторон в послереволюционной гражданской войне. 
По возвращении домой Джон Рикман работал врачом-психиатром в больнице Фулборн в Кембридже. Тогда же он познакомился с Уильямом Риверсом, антропологом и врачом, который в больнице Крейглокхарт в Эдинбурге лечил солдат, пострадавших в результате войны. Риверс посоветовал Рикману провести сеанс психоанализа с Фрейдом.

## Межвоенный период
В 1919 году Рикман отправился в Вену, чтобы пройти психоаналитический курс у Зигмунда Фрейда. Там он установил много контактов, в  том числе с Карлом Абрахамом (1877–1925) и Шандором Ференци (1873–1933). Джон учился у Фрейда до 1922 года и получил квалификацию психоаналитика. В 1928 году он ездил в Будапешт к Ш.Ференци для получения терапевтической помощи. С 1934 году у Рикмана начала получать личный анализ Мелани Кляйн. Сессии продолжались с перерывами до 1941 года. Также несколько сессий было проведено после войны. В 1938 году доктор Уилфред Бион, который работал психотерапевтом в Тавистокской клинике, попросил Рикмана стать его обучающим психоаналитиком. Обучение было преждевременно завершено из-за начала Второй мировой войны.

## Вторая мировая война
В начале 1940 года Рикмана отправили в больницу Уорнклифф близ Шеффилда, где его работа вызвала значительный интерес и восхищение у военных психологов и психиатров, включая Уилфреда Биона, который приезжал к нему. В результате впечатлений от этих наблюдений Бион составил так называемый Меморандум Уорнклиффа, копия которого не сохранилась. В нем содержались некоторые зачаточные идеи того, что после войны превратилось в движение терапевтических сообществ. 
Рикман вступил в Медицинский корпус Королевской армии и в июле 1942 года в звании майора был отправлен в военно-психиатрический госпиталь Нортфилд под Бирмингемом . Большинство пациентов госпиталя составляли солдаты, не способные жить армейской жизнью. Рикман применил к ним вдумчивый, практичный и обнадеживающий подход, не типичный для армейских психиатров того времени. Уилфред Бион попросил перевести его в Нортфилд и приехал в госпиталь в сентябре того же года. Здесь он инициировал то, что с тех пор воспринимается как революционный эксперимент с группами, который, хотя и длился всего шесть недель, привел к развитию понимания работы c группами. Этот метод стал использоваться не только в области охраны психического здоровья, но и в государственных службах и организациях.

## После Второй мировой войны
В течение трех десятилетий Рикман играл важную роль в создании и развитии Британского психоаналитического общества, а затем негласно в налаживании отношений между ним и Тавистокской клиникой. С 1935 по 1949 год он был редактором Британского журнала медицинской психологии и много опубликовался. В большей части его работ после Первой мировой войны ощущается влияние психоанализа. Однако его опыт деятельности в России и Кембридже, а также его квакерская приверженность социальной справедливости, равенству полов и ненасилию тоже оказали сильное влияние на его труды, во многом опередившие свое время. В конце войны Рикман возобновил свое активное участие в Британском психоаналитическом обществе и был избран его президентом, находясь на этой должности с 1947 по 1950 г.
Джон Рикман умер 1 июля 1951 года в возрасте 60 лет.

## Публикации
- Further Contributions to the Theory and Technique of Psycho-Analysis, by Sándor Ferenczi, John Rickman (Compiler) — 19 изданий
- The People of Great Russia, by Geoffrey Gorer, John Rickman — 1949 — 2 издания
- Selected Contributions to Psycho-Analysis, by John Rickman — 8 изданий
- No Ordinary Psychoanalyst: The Exceptional Contributions of John Rickman, by John Rickman, Pearl King (Editor) — 4 издания